# 安东尼奥·马丁
安东尼奥·马丁·埃斯皮纳（西班牙語：Antonio Martín Espina，1966年6月18日—），西班牙男子篮球运动员。他曾代表西班牙国家队参加1988年夏季奥林匹克运动会篮球比赛，获得第八名。